# Laura Branigan
Laura Ann Branigan (født 3. juli 1952, død 26. august 2004) var en amerikansk sanger, sangskriver og skuespiller. Hun blev kendt for sin coverversion af sangen "Gloria", der som blandt andet "Self Control", "Solitaire" og "The Power of Love" blev store succeser.

## Diskografi
- Branigan (1982)
- Branigan 2 (1983)
- Self Control (1984)
- Hold Me (1985)
- Touch (1987)
- Laura Branigan (1990)
- Over My Heart (1993)

## Filmografi
| Film | Film                                | Film               | Film                                                                                    |
| År   | Film                                | Rolle              | Note(r)                                                                                 |
| ---- | ----------------------------------- | ------------------ | --------------------------------------------------------------------------------------- |
| 1985 | Mugsy's Girls                       | Monica             | Også kendt som Delta Pi                                                                 |
| 1988 | Backstage                           | Kate Lawrence      |                                                                                         |
| Tv   |                                     |                    |                                                                                         |
| År   | Titel                               | Rolle              | Note(r)                                                                                 |
| 1982 | Macy's Thanksgiving Day Parade      | Sig selv           | Synger "Gloria"                                                                         |
| 1982 | Saturday Night Live                 | Sig selv           | Synger "Gloria" og "Living a Lie"                                                       |
| 1983 | CHiPs                               | Sarah              | Gæsterolle i "Fox Trap" (sæson 6, afsnit 16)                                            |
| 1983 | A Solid Gold Christmas              | Sig selv           | Synger "It's Beginning to Look a Lot Like Christmas" og "Santa Claus Is Coming to Town" |
| 1983 | Dick Clark's New Year's Rockin' Eve | Sig selv           | Synger "How am I Supposed to Live Without You" og "Solitaire"                           |
| 1984 | Automan                             | Jessie Cole        | Gæsterolle i "Murder MTV" (sæson 1, afsnit ni)                                          |
| 1984 | Laura Branigan in Concert           | Sig selv           | Hendes livekoncert fra Caesars Tahoe                                                    |
| 1984 | Rock Rolls On                       | Sig selv           | Medvært, Synger "Self Control" og "The Lucky One"                                       |
| 1985 | Cover Story                         | Sig selv           | Biografi                                                                                |
| 1986 | Disney's Living Seas                | Sig selv           | Sanger og skriver af "If I Were a River"                                                |
| 1988 | Record Guide '88                    | Sig selv           | Interview                                                                               |
| 1990 | SRO: In Concert                     | Sig selv           | Hendes livekoncert fra Atlantic City                                                    |
| 1991 | Monsters                            | Amanda Smith-Jones | Gæsterolle i "A Face for Radio" (sæson 3, afsnit 19)                                    |